# Matthew Le Tissier
Matthew „Matt“ Paul Le Tissier (* 14. Oktober 1968 in Saint Peter Port, Guernsey) ist ein ehemaliger englischer Fußballprofi. Der offensive Mittelfeldspieler war während seiner gesamten Profikarriere (von 1986 bis 2002) für den FC Southampton aktiv und genießt aufgrund seiner Vereinstreue sowie spektakulären Tore bis heute Kultstatus. 

## Karriere

### Im Verein
Matthew Le Tissier wurde am 14. Oktober 1968 in Saint Peter Port, der Hauptstadt der britischen Kanalinsel Guernsey, geboren. Ab dem siebten Lebensjahr spielte er für die Jugendmannschaften des Amateurklubs Vale Recreation FC. Dank seines Spielverständnisses war das unscheinbar wirkende Talent den Gleichaltrigen schon im Jugendbereich weit voraus, fiel allerdings als 15-Jähriger wegen mangelnder Physis in einem Probetraining bei Oxford United durch. Stattdessen überzeugte Le Tissier einen Scout des FC Southampton in einem Juniorenspiel und erhielt nach seinem Schulabschluss im Mai 1985 einen Vertrag.  
Sein Profidebüt für die Saints gab Le Tissier am 30. August 1986 gegen Norwich City (3:4-Niederlage) und wurde kurz darauf Profispieler. In seiner Premierensaison 1986/87 kam er auf 24 Einsätze (sechs Tore) und war schnell ein wichtiger Bestandteil der Mannschaft. 1989/90 war Le Tissier mit 20 Saisontoren drittbester Torschütze der First Division und wurde als bester Nachwuchsspieler des Jahres ausgezeichnet (PFA Young Player of the Year). Der optisch unorthodox und steif  anmutende Le Tissier galt als fauler, jedoch sehr talentierter Mittelfeldspieler. Seine Defizite an Kondition und Schnelligkeit glich er durch perfektes Stellungsspiel, Ballkontrolle sowie präzises Passspiel aus. Es wirkte, als schleiche er lethargisch über das Spielfeld, um dann seine Gegenspieler fast zufällig, ohne wirkliche Dynamik, auszudribbeln und nahezu beiläufig durch einen eleganten Distanzschuss ein Tor zu erzielen. Dank seiner herausragenden Schusstechnik erzielte Le Tissier zahlreiche Traumtore und er stand stets im Mittelpunkt der Aufmerksamkeit. Daneben zeichnete er sich als guter Freistoß- und Elfmeterschütze aus, der von 49 Elfmetern lediglich einen verschossen hat – kein englischer Spieler weist eine besser Quote auf. 1990 stand er kurz vor einem Wechsel zu Tottenham Hotspur, dem Lieblingsklub seiner Kindheit. Doch im letzten Moment brach Le Tissier die Verhandlungen mit der Begründung ab, er sei in Southampton heimisch geworden. Obwohl er mit den Saints stets nur zwischen Platz sieben und 18 landete, hielt er dem Klub die Treue. Im Gegensatz zu Mitspielern wie Alan Shearer, Tim Flowers oder Rod Wallace, lehnte Le Tissier auch alle folgenden Transferangebote größerer Klubs ab und avancierte in der südenglischen Hafenstadt endgültig zum Publikumsliebling. Die Fans nannten ihn ehrfurchtsvoll „Le God“. Seinen sportlichen Karrierehöhepunkt erlebte Le Tissier Mitte der 1990er Jahre unter Trainer Alan Ball. Obwohl der FC Southampton in der Liga nur Platz 18 belegte, gelang Le Tissier 1993/94 sein persönlicher Bestwert von 25 Saisontoren und er wurde in das PFA Team of the Year gewählt. 1994/95 war er bester Vorbereiter der Premier League und ihm gelang gegen die Blackburn Rovers das BBC-Tor des Jahres, als er nach einem seiner typischen Dribblings den Ball aus 30 Metern Entfernung in den Torwinkel lupfte. Im August 1995 lehnte er ein Vertragsangebot des FC Chelsea ab, die ihn mit einer Ablösesumme von 10 Millionen £ zum teuersten Transfer der englischen Fußballgeschichte gemacht hätten.
Ab 1999 hatte Le Tissier, unlängst zur Klublegende aufgestiegen, vermehrt mit Verletzungen zu kämpfen, wodurch sich seine Spielzeit drastisch verringerte. Zum Ende der Saison 2000/01 verließ der FC Southampton nach 103 Jahren sein Stadion The Dell, um das neu erbaute St. Mary’s Stadium zu beziehen. Im letzten Heimspiel gegen den FC Arsenal am 19. Mai 2001 sorgte ausgerechnet der eingewechselte Le Tissier für einen letzten Höhepunkt, als er mit einem fulminanten Dropkick aus der Drehung den 3:2-Siegtreffer besorgte. Es sollte das letzte Tor sowohl im Stadion, als auch für den Spieler sein. Wegen zahlreicher Verletzungen kam Le Tissier in seiner letzten Profisaison (2001/02) lediglich viermal zum Einsatz und verkündete am 28. März 2002 sein Karriereende.
Für den FC Southampton hat Le Tissier in 16 Profispielzeiten insgesamt 540 Pflichtspiele bestritten und dabei 209 Tore erzielt (First Division bzw. Premier League: 443/161; FA Cup: 33/12; League Cup: 52/27; Full Members Cup: 12/9).

### Nationalmannschaft
Da Le Tissier von den Kanalinseln stammt, die weder ein Teil des Vereinigten Königreichs noch eine Kronkolonie sind, sondern direkt der britischen Krone unterstellt sind, konnte Le Tissier unter den Verbänden der Home Nations wählen. Er entschied sich für den englischen Verband. Für die englische Fußballnationalmannschaft kam Le Tissier unter Trainer Terry Venables achtmal zum Einsatz. Dessen Nachfolger Glenn Hoddle nominierte Le Tissier anschließend nicht für die WM 1998. Als Grund für die Nichtnominierung gab der Trainer an, dass Le Tissier nicht ins Team passe. 
Nach seinem Karriereende als Fußballer arbeitet er als Experte für die Sendung „Soccer Saturday“ auf Sky Sports.

## Zitate
„16 Jahre lang den Klassenerhalt zu schaffen, hat mir genau so viel Freude bereitet, wie wenn ich woanders Titel gewonnen hätte.“

„Am Ende bin ich aber doch geblieben, weil es mir hier einfach gefallen hat. Ich hatte eine gute Beziehung zu den Fans und mein Leben war großartig. Ich sah keinen Grund, irgendetwas daran zu ändern. Meine oberste Priorität war immer: Den Fußball genießen, das Leben genießen (...) Ich konnte so spielen, wie ich wollte. Bei größeren Vereinen wäre das wahrscheinlich nicht möglich gewesen.“

„Viele Menschen trauen sich nichts, weil sie denken, blöd auszusehen, wenn es nicht klappt. Ich bin das exakte Gegenteil. Ich habe es als Spieler geliebt, im Mittelpunkt der Aufmerksamkeit zu stehen und die Leute zu begeistern. Am besten ging das, wenn ich den Ball aus 22 Metern im Winkel versenkte.“

„Er dribbelte einfach an sieben oder acht Gegenspielern vorbei, ohne Geschwindigkeit aufzunehmen. Unsere ganze Familie war besessen von ihm, weil er diese Tore schoss.“

„Es ist ein bisschen wie mit Maradona in Neapel, hier haben sie Le Tissier.“